# James Sykes Gamble
James Sykes Gamble ( * 1847 - 1925) fue un botánico inglés, especializado en la flora del subcontinente hindú. 
Hijo de Harpur Gamble, M.D., fue educado en la "Real Escuela Naval, New Cross, Magadalen College Oxford, y en la Escuela Nacional de Aguas y Bosques de Nancy. 
Se muda a India en 1871 para trabajar en el "Departamento Forestal Hindú", y luego asciende a Director de la Escuela Forestal de Dehradun. En 1890, Gamble funda el Herbario de la Escuela Forestal (renombrado "Herbario Dehra Dun" en 1908). Es probablemente mejor recordado por su obra A Manual of Indian Timbers. 
Se casa, en 1911, con Gertrude Latter.

## Algunas publicaciones
- Flora of the Presidency of Madras, 1921, Londres
- A Manual of Indian Timbers: An Account of the Growth, Distribution & Uses of the Trees & Shrubs of India & Ceylon with Description of Their Wood-Structure. 1902. Bishen Sigh Mahendra Pal Sigh, India. Reimpreso: Dehradun, International, 2002, xxvi, 868 pp. ISBN 81-7089-283-X
- Forest Flora of the School Circle, N.-W.P., etc. With a preface by J. S. Gamble. 1901
- The Bambusae of British India. 1896. Annals of the Royal Botanic Garden Calcutta. 133 pp.
- Materials for a Flora of the Malayan Peninsula. 1889
- List of the trees, shrubs and large climbers found in the Darjeeling District, Bengal. 1878

- La abreviatura «Gamble» se emplea para indicar a James Sykes Gamble como autoridad en la descripción y clasificación científica de los vegetales.[1]

NB: Gamble es listado erróneoamente como J.H.Gamble en algunos tratados.

## Fuente
- Hill, AW. 1926. Obituary Notice of James Sykes Gamble ... 1847-1925